# Blokland (Montfoort)
Blokland is een buurtschap in de Nederlandse gemeente Montfoort in de provincie Utrecht.

## Geschiedenis
Blokland wordt in 1261 voor het eerst genoemd in de archieven van Montfoort. Het land rondom Montfoort werd laat in de vroege middeleeuwen ontgonnen door zogenaamde copers. Deze copers ontgonnen het land, zogenaamde copen, volgens vaste maten. Als er tussen twee copen een gebied overbleef waarop de vaste maten niet konden worden toegepast, werd het gesloten oftewel beloken genoemd. Dit is later verbasterd tot Blokland. Het bleef als restgebied over tussen de copen Willeskop en Benschop. Een ander voorbeeld van een dergelijke restontginning is Cabauw.
In 1818 vormt het gerecht Blokland samen met Willeskop en Kort-Heeswijk de zelfstandige gemeente Willeskop. Deze gemeente is in 1989 opgegaan in de gemeente Montfoort.

## Geografie
De Bloklandse Dijk vormt de achterkade van de ontginningsgebieden Willeskop en Heeswijk. Deze dijk loopt parallel met de ontginningsbasis van Willeskop: de Hollandse IJssel. Langs een gedeelte van de Bloklandse Dijk bevindt zich het natuurgebied Willeskop. De Wijde Blokwetering stroomt door de buurtschap.

## Media

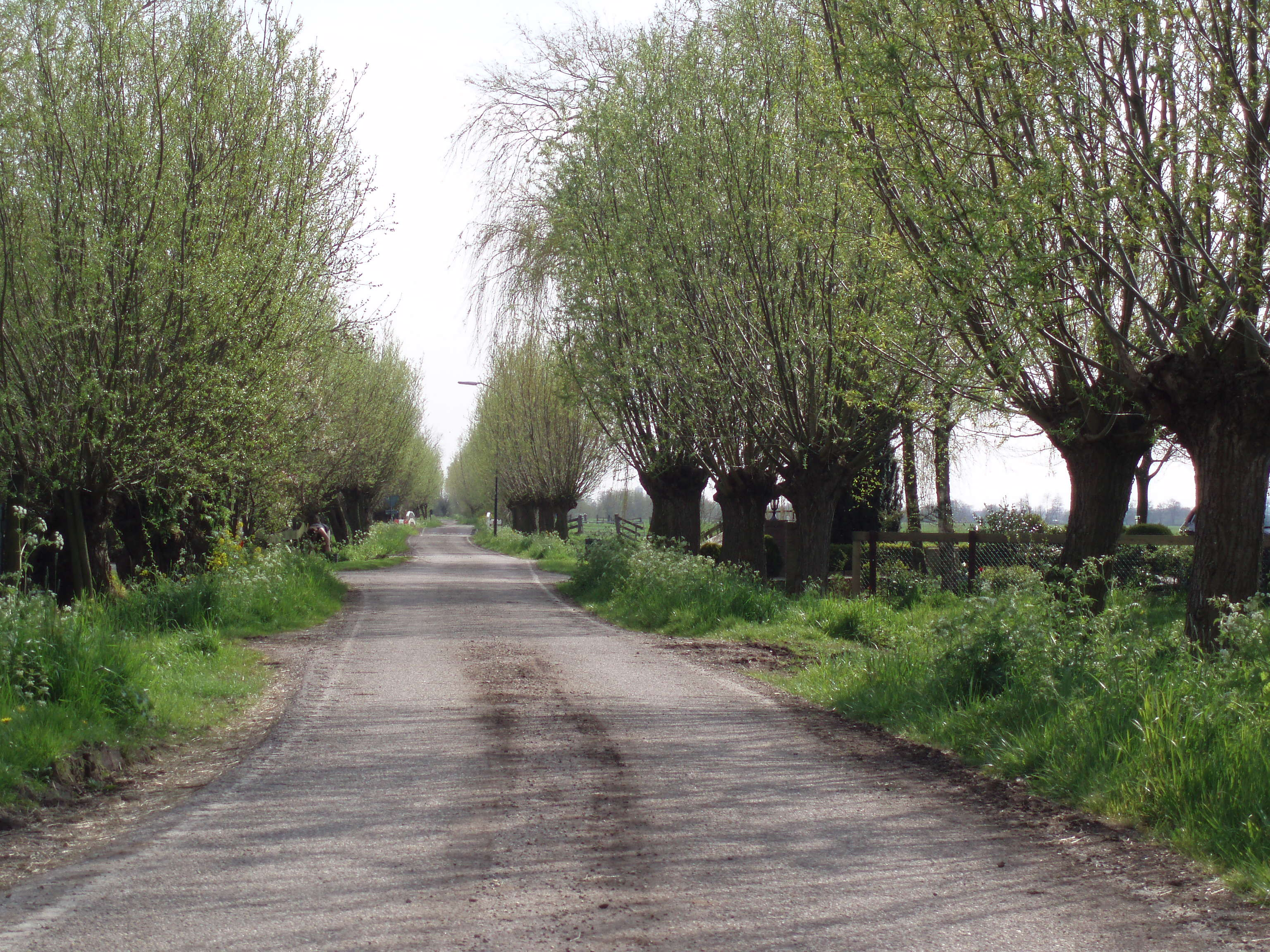
In de lente
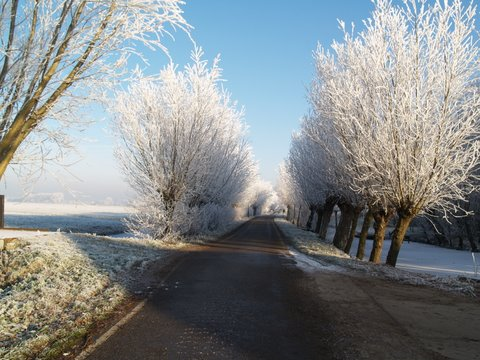
In de winter
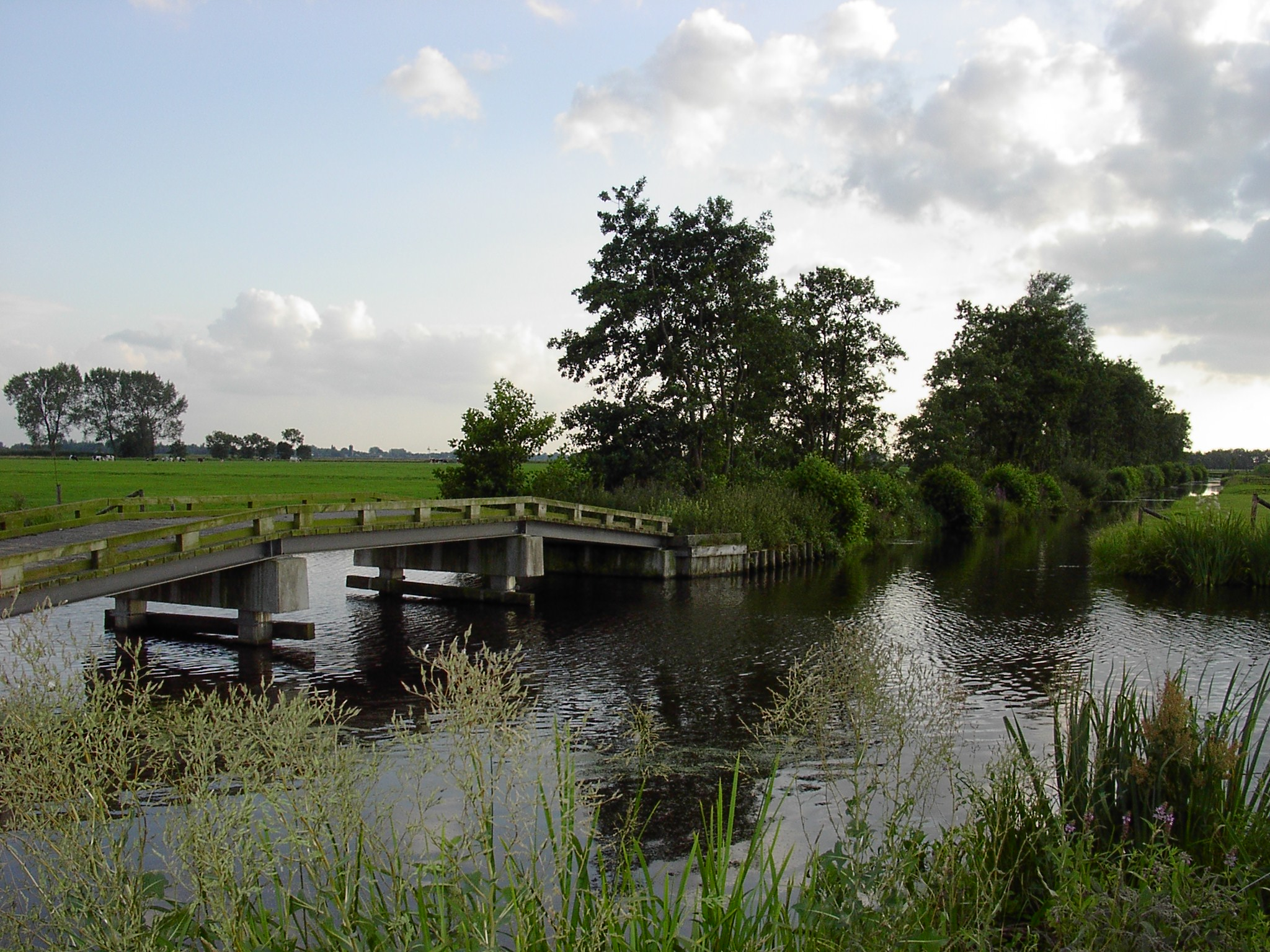
De Bloklandse Dijk bij Maalvliet De Pleyt
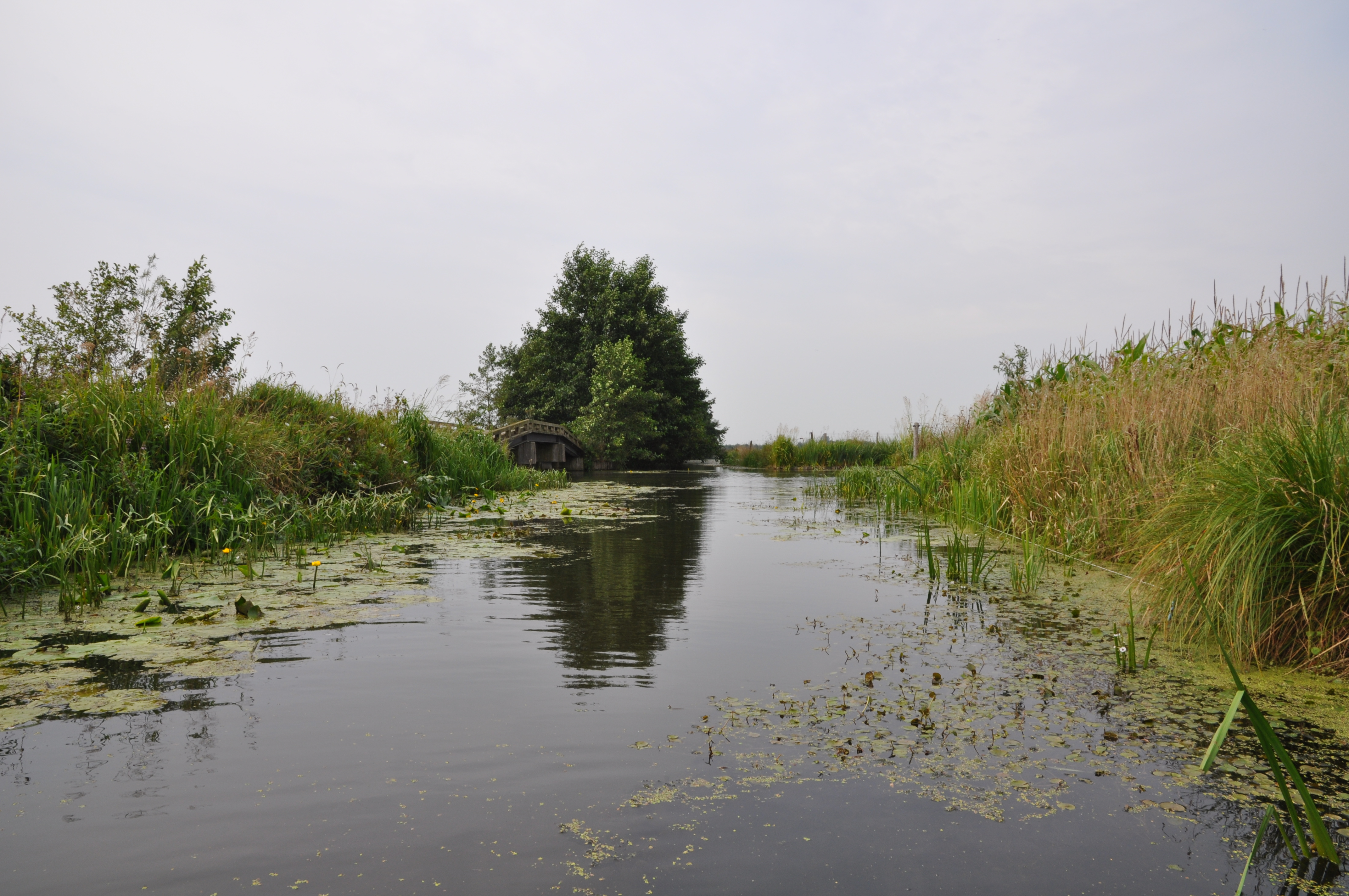
Wijde Blokwetering

Stad: Montfoort

Dorpen en Buurtschappen: Achthoven-West · Achthoven-Oost · Blokland · Cattenbroek · Heeswijk · Knollemanshoek · Linschoten · Mastwijk · Snelrewaard · Willeskop

Utrecht · Plaatsen in de provincie      Nederland · Provincies · Gemeenten